# 清川橋
清川橋（きよかわばし）は、山形県東田川郡庄内町と酒田市を結ぶ最上川に架かる橋。

## 概要
山形県道361号大沼新田清川停車場線が通る。酒田市成興屋と庄内町清川を結んでいる。赤色の3連アーチの構造である。
架橋にあたり下流にある最上川橋と架橋場所をめぐる争いが起き、最上川橋と清川橋の2つの橋を同時に着工することで話が決着した過去があり、同時に着工した最上川橋より遅い1969年3月に完成した。

## 周辺
- 国道47号
- 立谷沢川 - 最上川との合流地点。
- 清川駅
- 清川歴史公園
- 松山温泉